# جامعة جدارا
جامعة جدارا (Jadara University) هي جامعة خاصة تقع في محافظة إربد، شمال الأردن، تأسست عام 2005. وسُميت الجامعة بهذا الاسم نسبةً لمدينة جدارا التاريخية، تقدم الجامعة برامج أكاديمية متنوعة تشمل 38 تخصصًا ومساقًا على مستوى البكالوريوس، و18 برنامجًا وتخصصًا على مستوى الماجستير، بالإضافة إلى برامج الدبلوم في مختلف المجالات.تتميز جامعة جدارا بتقديم تعليم عالي الجودة وفقًا لأعلى معايير الاعتماد الأكاديمي على المستوى المحلي والدولي، مما يجعلها واحدة من الجامعات الرائدة في مجال التعليم العالي في الأردن. الجامعة معتمدة اعتماداً دولياً وحاصلة على تصنيفات مرموقة منها التصنيف الدولي THE - Times Impact، وتصنيف خمس نجوم في مجالات التعليم، التوظيف، مرافق الجامعة، الشمولية، والمسؤولية الاجتماعية ضمن تصنيف الجامعات العالمي Qs، بالإضافة إلى تقييم عام بأربع نجوم. كما حصلت الجامعة على الاعتماد الدولي ASIC وتصنيف GREEN METRIC، مما يعكس التزامها بالمعايير العالمية في الجودة والاستدامة.تضم الجامعة مجموعة متنوعة من الأندية الأكاديمية والمبادرات التطوعية التي تسهم في صقل مهارات الطلاب وتعزيز مشاركتهم المجتمعية. من أبرز هذه الأندية نادي الخريجين، نادي إعلام جدارا، النادي السياسي، ونادي جدارا لأصدقاء الطلبة ذوي الإعاقة. إضافةً إلى العديد من المبادرات والفرق التطوعية التي تدعم التطوير الشخصي والمهني للطلاب.بالإضافة إلى البرامج الأكاديمية والأنشطة الطلابية، توفر الجامعة مرافق حديثة ومجهزة تشمل مكتبات متطورة، مختبرات علمية، ومراكز تدريبية متقدمة، ما يدعم مسيرة التعلم والبحث العلمي. كما تسعى الجامعة لتوسيع آفاقها من خلال الشراكات المحلية والدولية مع الجامعات والمؤسسات الأكاديمية، مما يوفر للطلاب فرص تبادل معرفي وثقافي ويساهم في إعدادهم لمستقبل مهني ناجح.
جامعة جدارا (Jadara University) هي جامعة خاصة تقع في محافظة إربد، شمال الأردن، تأسست عام 2005 وسُميت بهذا الاسم نسبةً لمدينة جدارا التاريخية. تقدم الجامعة برامج أكاديمية متنوعة تشمل 38 تخصصًا على مستوى البكالوريوس، و18 برنامجًا على مستوى الماجستير، بالإضافة إلى برامج الدبلوم في مجالات متعددة.تقدم الجامعة دبلومات متنوعة مطلوبة في سوق العمل تشمل: دبلوم هندسة السيارات الهجينة والكهربائية، دبلوم اللغة الإنجليزية، دبلوم الذكاء الاصطناعي، دبلوم الأمن السيبراني، دبلوم التسويق الرقمي، دبلوم التصميم الجرافيكي، دبلوم الموارد البشرية، دبلوم إدارة المستشفيات والسجلات الطبية، ودبلوم التربية الرياضية، وغيرها من البرامج المتخصصة. هذه الدبلومات معتمدة من وزارة التعليم العالي وتستمر لمدة سنة دراسية تشمل التدريب داخل الحرم الجامعي. .

## الموقع الجغرافي
تقع جامعة جدارا في شمال الأردن، تحديدًا في محافظة إربد على طريق إربد - عمان الدولي، على بعد حوالي 20 كيلومترًا من وسط مدينة إربد. تتميز الجامعة بموقعها الهادئ والبعيد عن الضوضاء، مما يوفر بيئة تعليمية مناسبة للطلاب. يسهل الوصول إلى الجامعة من مختلف مناطق المملكة، وتقدر مساحتها الإجمالية بحوالي 100 دونم. 

## الكليات
- كلية الهندسة: أنشئت كلية الهندسة في عام 2010, وتضم تخصص هندسة الحاسوب والاتصالات وتخصص الهندسة المدنية.[3]
- كلية العلوم وتكنولوجيا المعلومات: انشئت كلية العلوم وتكنولوجيا المعلومات عام 2008, وتضم تخصص هندسة البرمجيات وتخصص شبكات الحاسوب، وتخصص علم الحاسوب، وتخصص الرياضيات.[4]
- كلية الاقتصاد والأعمال : تم إنشاء كلية الاقتصاد والأعمال عام 2006 لتكون إحدى الصروح العلمية في الجامعة، وتضم الكلية حالياً أقسام المحاسبة، إدارة الأعمال، التسويق، نظم المعلومات الإدارية، العلوم المالية والمصرفي.
- كلية الدراسات الأدبية واللغوية : نشأت كلية الدراسات الأدبية واللغوية في العام 2006 م منذ بدأ التدريس في الجامعة، فكانت من أوائل الكليات، ومكونة من قسم اللغة العربية وآدابها وقسم اللغة الإنجليزية وآدابها، وقسم الإعلام وقسما التصميم الجرافيكي والترجمة.
- كلية العلوم التربوية

تم إنشاء كلية العلوم التربوية في جامعة جدارا منذ تأسيس الجامعة في الفصل الدراسي الأول للعام الجامعي 2006/2007
تهدف الكلية إلى تحقيق عدد من الامور مثل: إكساب الطلاب مهارات إدارة وتنظيم المؤسسات التربوية المتمثلة بعمليات الاتصال الإداري الفعال وإدارة وتنظيم الموارد المادية والبشرية والتقنية والمعرفية وإكساب الطلبة مهارات تتعلق بتصميم البحث العلمي وتحليل البيانات والتقويم التربوي وتطوير المقاييس وتوظيف ذلك في إجراء البحوث التربوية في المؤسسات التربوية. كما تهدف الكلية إلى اكساب الطلبة المهارات التكنولوجية الضرورية في عمليتي التعلم والتعليم من خلال تزويدهم بالخبرات العملية التطبيقية في مجال التكنولوجيا الحديثة
أما في مجال التربية الخاصة والإرشاد النفسي فتهدف كلية العلوم التربوية إلى إكساب الطلبة المهارات الخاصة الضرورية للتعامل والتفاعل مع ذوي الاحتياجات الخاصة والحالات المتعلقة بسلوك الطلبة من خلال الاتصال المباشر والإرشاد الفردي والجمعي والأسري كما أن من أهم أهداف كلية العلوم التربوية تزويد القطاع التربوي العام والخاص في المملكة الأردنية
بالكفاءات اللازمة والضرورية للنهوض بالمجتمع الأردني والنظام التربوي الأردني من خلال اخصائيين تربويين في مجالات الإدارة التربوية والقياس والتقويم والتربية الخاصة والإرشاد النفسي وتكنولوجيا التعليم'..
- كلية القانون